# Грабовець (Любуське воєводство)
Грабовець (пол. Grabowiec) — село в Польщі, у гміні Свідниця Зеленогурського повіту Любуського воєводства.
Населення — 227 осіб (2011).
У 1975—1998 роках село належало до Зеленогурського воєводства.

## Демографія
Демографічна структура станом на 31 березня 2011 року:
|          | Загалом | Допрацездатний вік | Працездатний вік | Постпрацездатний вік |
| -------- | ------- | ------------------ | ---------------- | -------------------- |
| Чоловіки | 116     | 32                 | 73               | 11                   |
| Жінки    | 111     | 23                 | 70               | 18                   |
| Разом    | 227     | 55                 | 143              | 29                   |